# Paolo Orano
Paolo Orano (Roma, 19 giugno 1875 – Nocera Inferiore, 7 aprile 1945) è stato uno scrittore, politico e giornalista italiano. Dopo una militanza nel Partito Socialista Italiano, fra i sindacalisti rivoluzionari e nel Partito Sardo d'Azione, aderì al fascismo. Ebbe vasta notorietà fra gli anni venti e la prima metà degli quaranta del Novecento, grazie alla propria attività di saggista e docente. Fu uno dei fondatori della Scuola fascista di giornalismo e l'iniziatore della scienza della demodoxalogia.

## Biografia e attività letteraria e politica

### Gli anni giovanili
Nato a Roma nel 1875, da padre romano e madre sarda, si laurea presso l'ateneo della sua città natale in Lettere e filosofia nel 1898. Dal 1899 inizia ad insegnare filosofia in parecchi licei italiani, fra cui quelli di Siena, Senigallia e Tivoli. Negli ultimi anni dell'Ottocento e agli inizi del Novecento collabora con varie testate, fra cui "Il corriere di Roma" e "La Tribuna". Iscrittosi al Partito Socialista Italiano, fra il 1903 e il 1906 collabora stabilmente con l' "Avanti!", allora diretto da Enrico Ferri. Milita attivamente nel movimento sindacalista rivoluzionario.
In quegli anni, assieme ad Arturo Labriola, è membro della massoneria; avverso al cattolicesimo, in quegli anni manifesta anche simpatia per la comunità ebraica. Uscito dal PSI nel 1907, assieme alla maggior parte degli altri sindacalisti rivoluzionari, entra a lavorare nella rivista "Pagine libere" di Angelo Oliviero Olivetti (di cui è redattore titolare dal 1909 e direttore provvisorio nel 1910-1911). Nell'ottobre 1910 avvia la pubblicazione del periodico "La Lupa", che vuole essere una sorta di terreno di incontro tra sindacalisti e nazionalisti, tanto da annoverare tra i collaboratori Enrico Corradini. Il giornale cessa le pubblicazioni nel 1911. Collabora in seguito con il periodico "Sardegna", fondato nel 1910 dal sindacalista rivoluzionario Attilio Deffenu. Nel 1902 pubblica uno studio importante sulla Psicologia sociale ; poi, in tre volumi, I moderni: Medaglioni (1908-1914).

### La guerra e l'adesione al fascismo
Nel corso della prima guerra mondiale si arruola volontario come ufficiale nel 1917, iniziando a collaborare con "Il Popolo d'Italia" di Mussolini. Prima di venir congedato, nel 1918, dà alle stampe Nel solco della guerra (1915) e La spada sulla bilancia (1917), caratterizzato da accesi toni antisemiti, mentre è del 1919 L'Italia e gli altri alla conferenza della pace. Inviato in Francia nel 1918, finita la guerra è nel maggio 1919 direttore dell'Istituto italiano di cultura a Parigi.
Quell'anno è eletto deputato alla Camera nella lista del "Partito dei combattenti sardi" aderì al gruppo parlamentare "Rinnovamento nazionale" e l'anno dopo in parlamento appoggiò D'Annunzio nell'impresa di Fiume.
Nel 1921 aderisce al Partito Sardo d'Azione nelle cui file, in quello stesso anno, viene rieletto deputato (insieme a Emilio Lussu, Pietro Mastino e Umberto Cao). Subito dopo il suo ingresso in Parlamento gli viene affidata la responsabilità della commissione emigrazione in Tunisia, ma si dimette dal partito il 10 novembre 1922, pochi giorni dopo la marcia su Roma. Nel 1923, insieme a un certo numero di iscritti al Partito Sardo d'Azione, entra nel PNF. Così Emilio Lussu interpreta, sarcasticamente, il pensiero filosofico dell'ex collega di partito che sarebbe alla base della nuova posizione politica presa dal filosofo ex antifascista dopo la marcia su Roma: «Effettivamente la libertà è o non è. E se è, essa non cessa di essere tale anche se serve l'assolutismo. La stessa tirannide, a stretto rigore di dialettica, che altro non è se non stimolo alla libertà?».

### Docente, politico fascista e rettore a Perugia
Nel 1924 è rieletto alla Camera in Toscana nel Listone fascista.
Gli viene affidata da Mussolini la vicedirezione del quotidiano Il Popolo d'Italia (1924-1925) e la responsabilità dell'edizione romana. Confermato alla Camera anche nel 1929 e nel 1934.
Nel 1930 entra a far parte del corpo docenti dell'Università di Perugia, dove aveva fondato una scuola di giornalismo all'interno della facoltà di scienze politiche, facoltà di cui diviene preside nel 1933 e assumendo due anni più tardi (1935) la carica di rettore. Dirige nel 1935 una rivista di sua proprietà, Il pubblico, alla quale collabora anche la moglie, la scrittrice e giornalista francese Camille Mallarmé.
Nel 1939 lascia la Camera ed è nominato senatore del Regno. Conserva entrambe le cariche fino alla tarda primavera del 1944, allorquando le truppe anglo-americane libereranno sia Roma che Perugia. Sono anni di intensa attività di saggista in favore del fascismo (L'educazione fascista del 1933, Fascismo, idea universale del 1936).

### L'antisemitismo
Col suo saggio Gli ebrei in Italia (1937), Orano arriva a una valutazione riduttiva dell'intero ebraismo italiano e intima agli ebrei di integrarsi completamente nella cultura e nella religione del paese, appoggiando quindi la lotta che il fascismo ha ingaggiato contro il sionismo e l'"alta finanza ebraica". Secondo lo storico Francesco Germinario tale impostazione, nei fatti, non fu utilizzata dalla propaganda razzista del regime più attenta a ricalcare le teorie biologiche dell'alleato nazista. Questa tesi è contestata storiograficamente (tra gli altri da Giorgio Israel e Pietro Nastasi]) che vede in personaggi come Orano lo svilupparsi di una (vincente) teoria razziale fascista, sotto la direzione di Giuseppe Bottai e Alessandro Pavolini e in contrasto con quella più filotedesca di Farinacci e Interlenghi, responsabile delle leggi razziali italiane e del razzismo coloniale. Orano sarebbe, dunque, un precursore e un attivatore di questo percorso di antisemitismo e razzismo "spirituale" più che "biologico".
Orano si fa pure biografo di alcuni fra i personaggi più rappresentativi dell'Italia fascista del tempo, fra cui Benito Mussolini (Mussolini, fondatore dell'Impero fascista del 1940 e Mussolini al fronte della storia universale, 1941), Italo Balbo (Balbo, 1940), Cesare Maria De Vecchi (De Vecchi Di Val Cismon, 1935) e Rodolfo Graziani (Rodolfo Graziani generale scipionico, 1936).

### L'arresto e la morte
Dopo l'8 settembre 1943 proseguì l'insegnamento, senza incarichi nella Repubblica Sociale Italiana. Arrestato dagli Alleati a Firenze nell'agosto 1944, viene internato, con altri fascisti, nel campo di concentramento anglo-americano di Padula. Una grave forma di ulcera duodenale di cui soffriva da tempo si acuì con la prigionia. Agli inizi di aprile del 1945 Paolo Orano morì in ospedale a Nocera Inferiore per un'emorragia da ulcera perforata trasformatasi in peritonite, all'età di 69 anni.

## La scuola di giornalismo fascista
Paolo Orano, fu, insieme ad Ermanno Amicucci, uno degli artefici della scuola di giornalismo fascista sorta a Roma nel novembre 1929 con il patrocinio di Giuseppe Bottai e della quale assunse, fin dalla sua costituzione, la direzione. Compito della scuola era quello di curare la preparazione tecnica dei futuri giornalisti e, nel contempo, inquadrarli politicamente onde poterne assicurare la fedeltà al regime. Nel 1930 Paolo Orano si fece anche promotore, presso l'Università di Perugia, dell'istituzione di un indirizzo giornalistico (optativo) nel seno della facoltà di Scienze politiche dell'Ateneo (creata nel 1928), che avrebbe dovuto agire in stretto coordinamento con la scuola di giornalismo fascista di Roma. I laureati avrebbero avuto la possibilità di iscriversi all'albo dei giornalisti senza aver effettuato il tirocinio previsto per legge. La facoltà di Scienze Politiche dell'Università di Perugia, di cui anche Paolo Orano fu docente (1933-1936), poi rettore (1936-1944), assunse una notevole importanza all'epoca per essere stata uno dei vivai in cui sviluppò una nuova scienza, la demodoxalogia.

## Iniziatore e teorico della demodoxalogia
Fu fra i massimi iniziatori e teorici della demodoxalogia (nota anche con il termine di demodossalogia), che studia l'opinione pubblica e il ruolo che essa riveste in una società moderna. Orano fu il primo in Italia a gettare le basi di tale scienza nel 1928, in un discorso tenuto a Perugia. L'Ateneo di questa città istituì, alcuni anni più tardi, una cattedra di giornalismo, all'interno della facoltà di Scienze politiche, inserendo, fra le materie di insegnamento, anche la demodoxalogia. Lo stesso Orano si occupò, nella sua lunga permanenza a Perugia (1933-1944), sia in qualità di docente, che di rettore della locale università, di sviluppare e diffondere tale scienza. Fra i suoi allievi ricordiamo Federico Augusto Perini-Bembo, docente presso l'Università di Perugia e presso la Pro-Deo (l'attuale LUISS) di Roma, cui si deve l'omonima Fondazione di Demodossalogia (1989) con sede a Venezia-Mestre.

## Opere di Paolo Orano (selezione)
- Psicologia della Sardegna, Roma, Tipografia della Casa editrice italiana, 1896
- Il problema del cristianesimo, Roma, Bernardo Lux Editore, 1900
- Psicologia sociale, Bari, Giuseppe Laterza e Figli, 1902
- I moderni: medaglioni (Tre volumi), Milano, Treves, 1908-1914
- Altorilievi, Ancona, Giovanni Puccini & figli, 1913
- Cristo e Quirino. Il problema del cristianesimo, Firenze 1911
- Nel solco della guerra, Milano, Treves, 1915
- Discordie, Lanciano, Carabba, 1915
- La spada sulla bilancia, Milano, Treves, 1917
- L'Italia e gli altri alla Conferenza della pace, Bologna, Zanichelli Editore, 1919
- La rinascita dell'anima, Roma, La fionda, 1920
- Mussolini, da vicino, Roma, Casa editrice Pinciana, 1928
- Contemporanei, Milano, Mondadori, 1928
- Canaglie, venturieri, apostoli del giornalismo, Milano, Edizioni Corbaccio, 1931
- L'educazione fascista, Roma, Casa editrice Pinciana, 1933
- De Vecchi Di Val Cismon, Roma, Casa editrice Pinciana, 1935
- Rodolfo Graziani generale scipionico, Roma, Casa editrice Pinciana, 1936
- Gli ebrei in Italia, Roma, Casa editrice Pinciana, 1937
- Avanguardie d’Italia nel mondo, Roma, Società nazionale Dante Alighieri, 1938
- Balbo, Roma, Casa editrice Pinciana, 1940
- Mussolini fondatore dell'impero fascista, Roma, Casa editrice Pinciana, 1940
- Mussolini al fronte della storia, Roma, Casa editrice Pinciana, 1941

## Opere a cura e/o con prefazione di Paolo Orano (selezione)
- Antonio Labriola, Del socialismo. La prima conferenza socialista detta dal grande pensatore a Roma il 20 giugno 1889 al Circolo operaio di studi sociali con prefazione del discepolo Paolo Orano, Roma, L. Mongini, 1904
- Armando Brasini, L'Urbe Massima. Roma, ed. Formiggini 1916.
- Guido Mattioli, Mussolini Aviatore: e la sua opera per l'aviazione, con prefazione di Paolo Orano, Roma, Casa editrice Pinciana, 1936
- Benito Mussolini, La difesa nazionale, Roma, Casa editrice Pinciana, 1936
- Benito Mussolini, La politica demografica, Roma, Casa editrice Pinciana, 1937
- Benito Mussolini, Le corporazioni, Roma, Casa editrice Pinciana, 1937
- Benito Mussolini, L'espansione coloniale, Roma, Casa editrice Pinciana, 1940
- Benito Mussolini, L'autarchia, Roma, Casa editrice Pinciana, 1940
- Paolo Orano (a cura di), "Inchiesta sulla razza", Roma, Casa editrice Pinciana, 1939